# 온달관광지
온달관광지(溫達観光地)는 충청북도 단양군에 위치한 역사 유적지와 고구려 테마파크다. 《연개소문》(SBS), 《태왕사신기》(MBC), 《바람의나라》(KBS)등의 드라마 촬영지로도 사용되었다.

## 개요
충청북도 단양군 영춘면에 위치하며, 대한민국 사적 제264호 단양 온달산성(丹陽 溫達山城)과 천연기념물 제261호 온달동굴(溫達洞窟)등이 위치하며 매년 이곳에서 단양온달문화축제가 열리며 드라마 세트장으로 활용되기도 한다. 1995년 총 3만평 부지를 개발하여 2년 후인 1997년 완공하였다.

## 건축물

### 온달산성

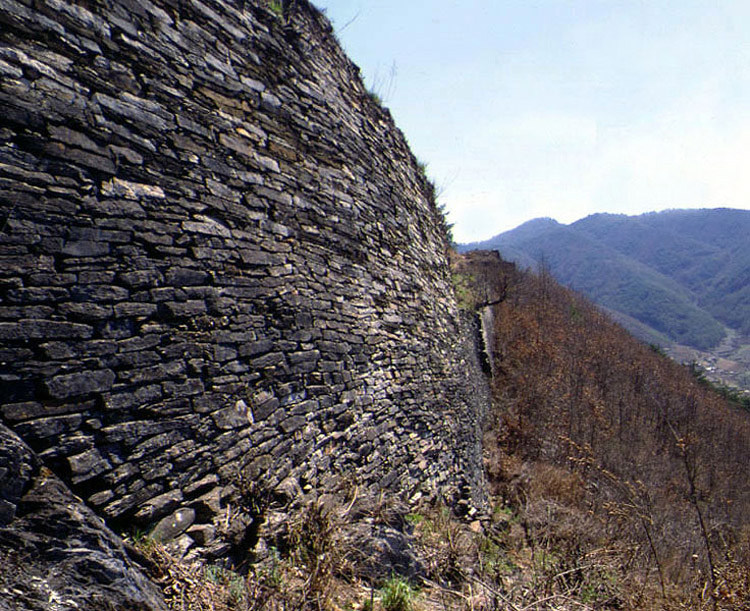
사적 제 264호 온달산성

남한강이 보이는 성산의 정상부근을 돌로 둘러쌓은 산성이다. 온달산성은 고구려 평원왕(재위 559∼590)의 사위인 온달장군의 이야기가 이 지방에 전해오면서 붙여진 이름이다. 이 성이 언제 쌓아졌는지는 확실하지 않지만, 조선 전기에 이미 성산성이란 이름으로 있었던 기록이 있다.
벽의 안팎을 모두 비슷한 크기의 돌로 가지런히 쌓아 올린, 둘레 683m의 소규모 산성이다. 성 안에는 삼국시대의 유물이 출토되며, 우물터가 남아있고, 성벽 바깥부분에는 사다리꼴 모양의 배수구가 있다. 남서쪽 문터의 형식과 동문의 돌출부는 우리나라 고대 성곽에서 드물게 보이는 양식으로 주목할 만하다.
성의 북동쪽 남한강의 강변 절벽 아래에는 온달굴이라는 석회암 동굴이 있고, 성을 바라보는 북쪽 강 건너의 산에도 온달과 관계되는 전설이 전해오고 있다. 성벽의 보존 상태가 좋아, 축성법을 연구하는데 중요한 유적이다.
《삼국사기》의 기록에 의하면 고구려 평원왕의 사위 온달 장군이 신라가 침입해 오자 이 성을 쌓고 분전하다가 전사하였다고 한다. 둘레는 683m, 동쪽 높이는 6m, 남 · 북쪽 높이는 7 ~ 8m, 서쪽 높이는 10m, 두께는 3 ~ 4m이다. 성 안에 우물터가 있고, 산 아래 남한강 변을 따라 절벽이 있는데, 이곳에 석회암 동굴이 있다.

### 고구려복식관
고구려시대 공중의상과 그에 대한 역사를 전시해놓은 곳이다.

### 삼족오공원
단양군에서 2011년 10억 원을 투자해 만든 광장으로 고구려시대 성벽을 구현해놓은 성벽이 있다.

### 온달동굴

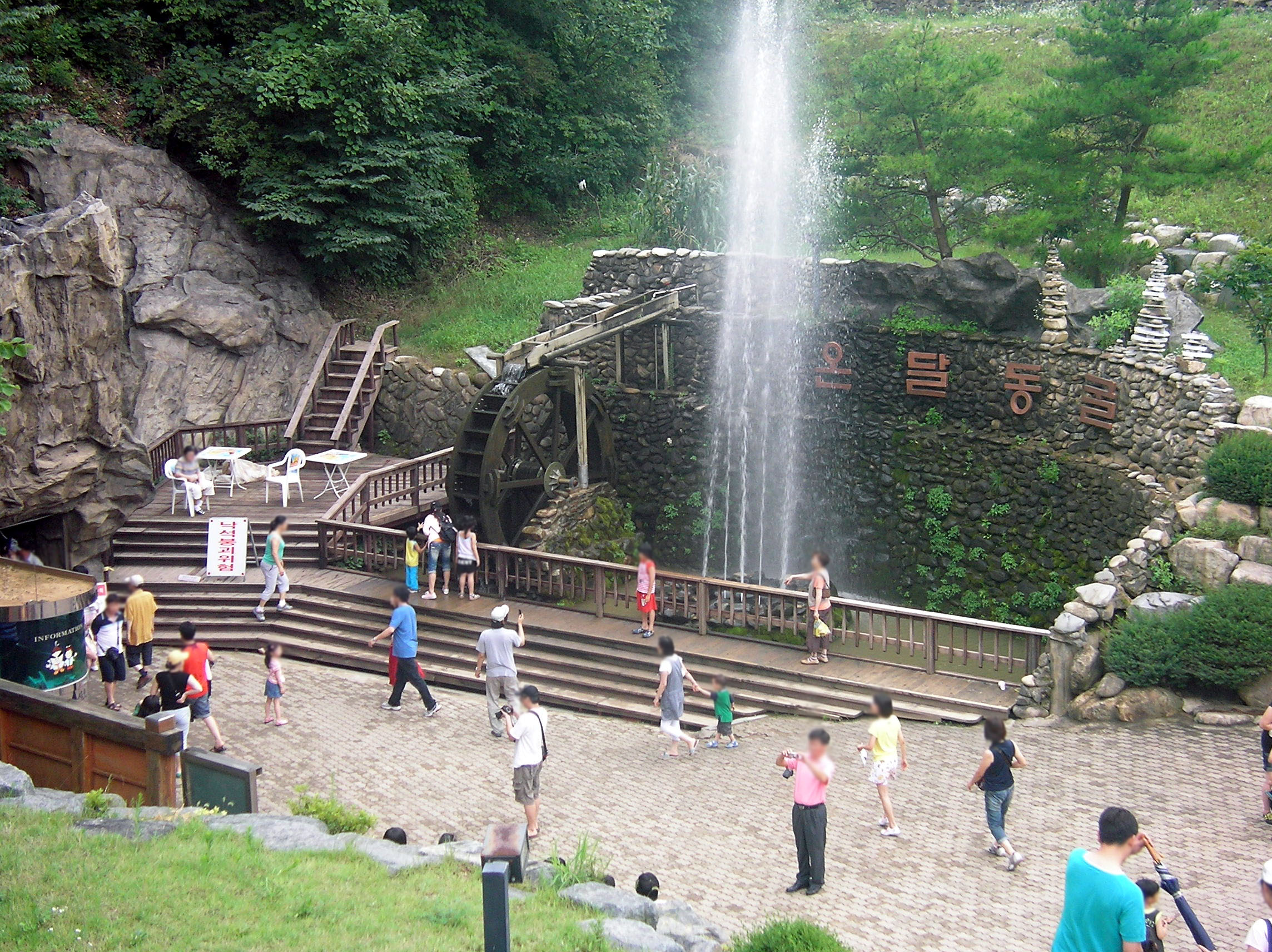
천연기념물 제 261호 온달동굴

단양 온달동굴(溫達洞窟) 대한민국의 천연기념물 제261호로 은 약 4억 년 전에 자생적으로 만들어진 천연 석회암 동굴로서 온달장군이 동굴에서 수련했다 하여 온달 동굴로 불러지게 되었다.

### 온달관
평원왕의 사위 온달 장군의 역사관이다.

### 사모정
단양 온달산성의 오름길에 있는 사각정자이다.

## 드라마
- 연개소문
- 태왕사신기
- 바람의나라
- 천추태후 (드라마)

## 같이 보기
- 백제문화단지
- 경복궁
- 신라 월성
- 김해가야테마파크
- 단양 온달산성
- 단양 온달동굴
- 단양군